# Sportklas
Een sportklas is in Nederland een klas met leerlingen die aan (top)sport doen.

## Algemeen
Een sportklas is een gewone klas waarin, naast leren, sport een belangrijke plaats inneemt. Voor de sportklassen staan er extra lesuren lichamelijke opvoeding per week in het lesrooster. De leerlingen maken er kennis met een breed aanbod van verschillende sporten. Daarnaast zijn er buiten het gewone lesrooster om nog extra sportactiviteiten zoals trainingen, wedstrijden, clinics en excursies.

## Andere betekenissen
In België betekent sportklas of sportklassen een paar dagen met de klas niet op school maar in de sporthal van de stad verblijven. De leerlingen gaan naar de sporthal, volgen daar les en doen allerlei sportactiviteiten.